# Хисаши Цучида
Хисаши Цучида (јап. 土田 尚史; 1. фебруар 1967) јапански је фудбалер.

## Каријера
Током каријере играо је за Урава Ред Дајмондс.

## Репрезентација
Са репрезентацијом Јапана наступао је на АФК азијском купу 1988. године.